# Hastings Cutoff

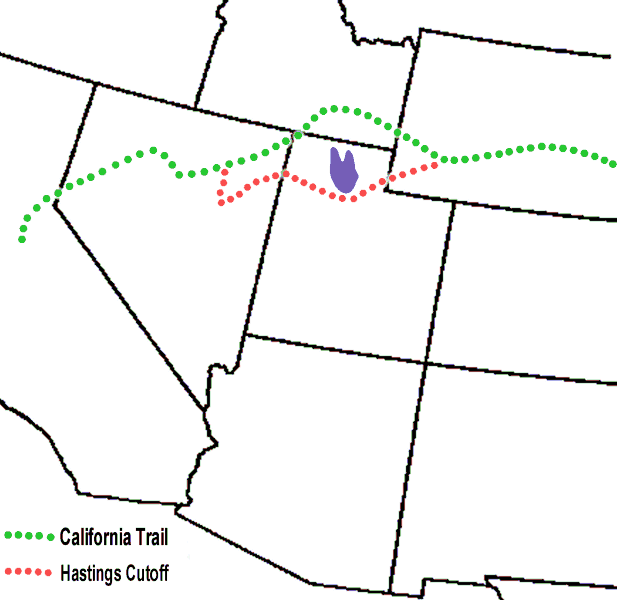
California Trail (grün) mit Hastings Cutoff (rot)

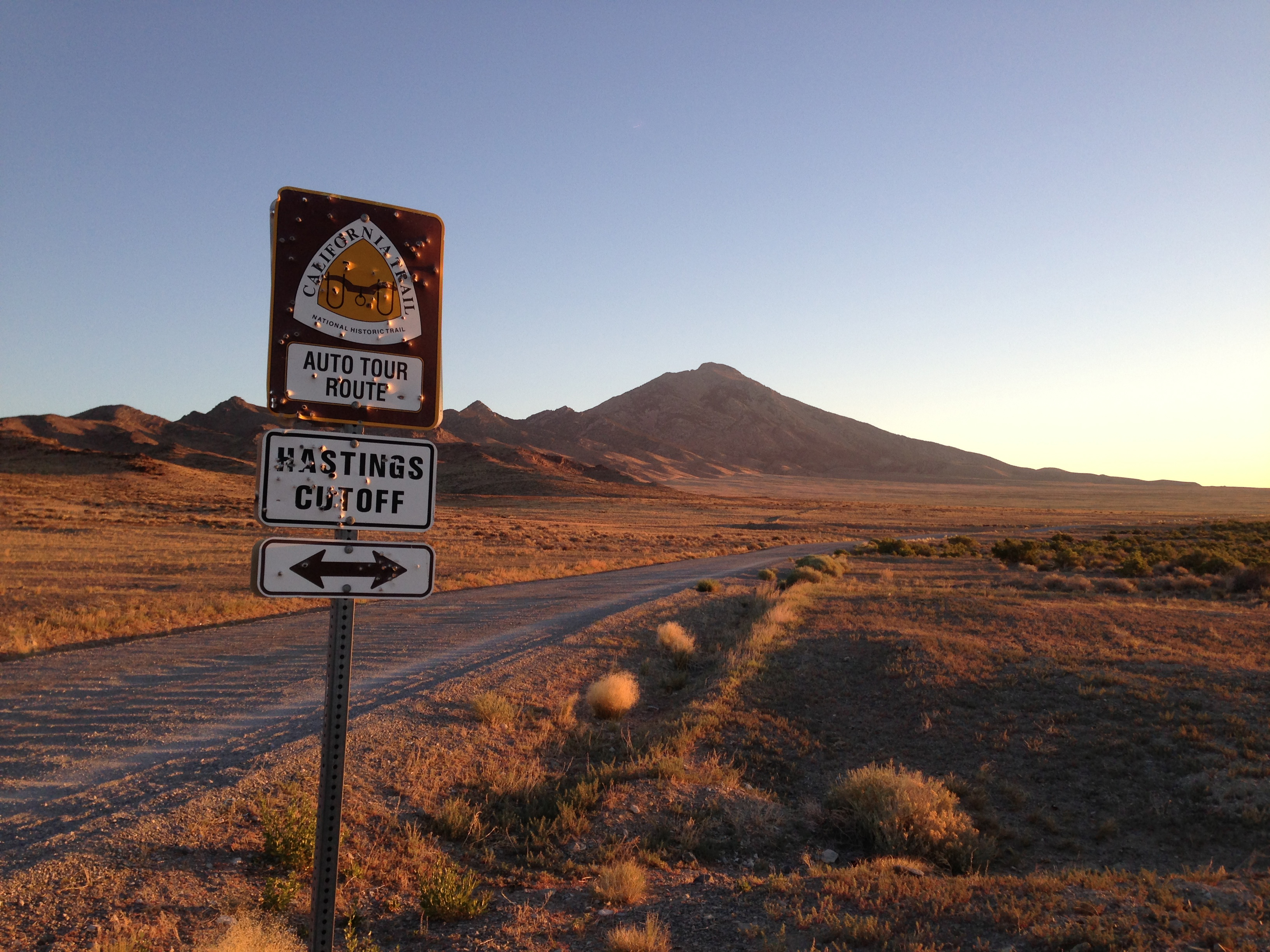
„Hastings Cutoff“-Hinweistafel am Pilot Peak, Nevada

Der Hastings Cutoff (sinngemäß für Hastings-Abkürzung) war eine von Lansford Hastings empfohlene alternative Route für ein Teilstück des California Trails, auf dem Auswanderer im 19. Jahrhundert nach Kalifornien reisten. Grob gesagt ging diese Alternativroute südlich am Großen Salzsee vorbei, während die Standardroute den See weit im Norden passierte. Die unglückselige Donner Party folgte 1846 dieser Alternativroute, wodurch sie so viel Zeit verlor, dass sie beim Anstieg zum Donner Pass vom Winter überrascht und eingeschneit wurde und über 30 Teilnehmer ums Leben kamen.

## Verlauf
Im Jahr 1845 veröffentlichte Lansford Hastings ein Handbuch mit dem Titel The Emigrant’s Guide to Oregon and California („Der Auswandererführer nach Oregon und Kalifornien“), der Siedlern auf dem Weg nach Kalifornien riet, den Oregon bzw. California Trail (die hier gemeinsam verliefen) in Fort Bridger (Wyoming) zu verlassen, in Utah die Berge der Wasatchkette zu durchqueren, dann durch die Große Salzwüste – eine 80 Meilen (knapp 130 km) lange wasserlose Strecke – und südlich um die Ruby Mountains (Nevada) herum zu reisen, und schließlich westlich des heutigen Elko am Emigrant Pass wieder auf den California Trail zu treffen.

## Geschichte
Nachdem Hastings bereits 1843 in Kalifornien gewesen war, reiste er 1845 ein zweites Mal über Land nach Westen und verbrachte den Winter in Kalifornien. Sein Aufenthalt in Sutter’s Fort fiel mit einem Besuch von John C. Frémont zusammen, der gerade die Große Salzwüste erkundet hatte und dessen Beschreibung einer neuen Route nach Kalifornien in Zeitungen verbreitet wurde. Hastings beschloss, Auswanderer auf dieser neuen Route zu führen. In Fort Bridger überzeugte er 1846 eine große Gruppe von Auswanderern mit über 60 Planwagen, ihm zu folgen. Sie überstanden unter Mühen einen schwierigen Abstieg durch den Weber Canyon, 80 wasserlose Meilen durch die Große Salzwüste und einen langen Weg um die Ruby Mountains herum. Trotz der Strapazen kamen sie in Kalifornien an, hatten aber eine große Menge Vieh und Ausrüstung verloren.
Die Donner Party traf etwa eine Woche nach der Abreise von Hastings Gruppe in Fort Bridger ein. Sie wollten Hastings folgen und ihn einholen. Unterwegs fanden sie eine Nachricht von Hastings, dass sie den schwierigen Weber Canyon umgehen sollten. Der unbefestigte Weg durch die Wasatchkette und die zermürbende Große Salzwüste ließ sie nur langsam vorankommen. Als sie wieder am California Trail ankamen, hatten sie etwa einen Monat verloren. Die Gruppe erreichte den Donner Pass, als ein früher Wintersturm ihn unpassierbar machte. Nachdem sie in der Sierra Nevada eingeschneit waren, starben viele an Hunger, und einige der Auswanderer sollen Fleisch verstorbener Mitreisender gegessen haben.
Im Juli 1847 zog Brigham Young mit einer ersten Gruppe von Mormonen zu deren zukünftigem Siedlungsgebiet, dem heutigen Salt Lake City. Sie benutzten den Hastings Cutoff von Fort Bridger bis an den Großen Salzsee, wobei sie sich an den Spuren der Donner Party orientierten und den Weg ausbauten, sodass nachfolgende mormonische Siedlergruppen es leichter bis zum Salt Lake Valley schaffen konnten.
Der kalifornische Goldrausch führte zu einem enormen Anstieg des Reiseverkehrs nach Westen, und mehrere Goldgräbergruppen nutzten den Hastings Cutoff 1849 und 1850. Im Jahr 1850 wurde eine neue Route namens Salt Lake Cutoff erschlossen, die die Große Salzwüste westlich des Sees umging. Anschließend wurde der Hastings Cutoff aufgegeben, mit Ausnahme der Teile östlich von Salt Lake City, wo er das Ende des Mormon Trails bildete.